# BBC Radio 5 Sports Extra
BBC Radio 5 Sports Extra (também conhecido como 5 Sports Extra, Anteriormente conhecido como BBC Radio 5 Live Sports Extra) é uma estação de rádio digital nacional no Reino Unido, operada pela BBC, especializada apenas em cobertura esportiva adicional estendida. Sendo irmã da BBC Radio 5 Live e compartilha instalações, apresentadores e gerência, e é um departamento da divisão BBC North Group.

## História

Antigo logotipo da BBC Radio 5 Live Sports Extra (2007-2022).

BBC Radio Five Live Sports Extra foi lançado como parte da expansão da BBC para o rádio digital, lançando várias estações digitais únicas que complementariam a cobertura existente. No momento do lançamento, toda a cobertura de esportes por rádio estava incluída como parte do mix de notícias e esportes da BBC Radio 5 Live, as frequências de ondas longas da BBC Radio 4 ou em estações de rádio locais da BBC. Como essas plataformas não podiam acomodar adequadamente nenhum esporte adicional, um novo serviço foi lançado: o BBC Radio Five Live Sports Extra. A emissora começou a transmitir às 14h30 do dia 2 de fevereiro de 2002.
Em 2007, a estação foi renomeada de acordo com o restante da rede. O novo logotipo da BBC Radio 5 Live Sports Extra foi transformado em um logotipo de base circular na cor verde; de acordo com a pesquisa, a cor verde foi escolhida como as pessoas a associaram ao esporte.
Em 2022, o nome da estação foi encurtado para Radio 5 Sports Extra como parte de um rebranding da BBC.

## Transmissão
Diferente da estação irmã 5 Live, nenhuma frequência analógica é usada. Em vez disso, o serviço está disponível apenas no rádio digital DAB e na televisão digital através de operadoras de serviços de satélite, como Sky, operadoras de cabo, como Virgin Media, serviços de TDT, como TDT e IPTV.
O controlador das estações é Jonathan Wall, que também é responsável por 5 Live e responde pelos departamentos da BBC North e da BBC Audio & Music. A estação opera a partir de Quay House no MediaCityUK em um único andar ao lado de 5 Live. Embora o 5 Live Sports Extra não use espaço no estúdio, as equipes necessárias para organizar a cobertura da partida são compartilhadas com o 5 Live. A mudança para Salford levou dois meses e ocorreu ao lado do 5 Live, numa tentativa de criar um centro de mídia no norte e terceirizar a maior produção de Londres. Anteriormente, 5 Live Sports Extra havia sido localizado ao lado de 5 Live no Television Centre e distribuído por vários andares.